# Lagoa do Congro
Lagoa do Congro (portugiesisch ‚Meeraal-See‘) ist ein See in Portugal auf der Azoren-Insel São Miguel im Kreis Vila Franca do Campo. Der fast runde See befindet sich in einem Krater auf etwa 518 m Höhe über dem Meeresspiegel und stellt ein Maar dar. Er hat eine Fläche von 4,35 ha und ist im Durchmesser 275 m lang. Sein Wassereinzugsgebiet beträgt nur 0,34 km².
Der See ist Teil eines Schutzgebietes, das sich Protected Area for the Management of Habitat or Species nennt. Er gilt vor allem als wertvoller Aufenthalts- und Nahrungsplatz von Zugvögeln. In ihm leben Karpfen (Cyprinus sp.), Flussbarsch (Perca fluviatilis) und der nach der Berner Konvention geschützte Kammmolch (Triturus cristatus carnifex).
Sein Wasser ist wegen seiner tiefgrünen Farbe schön anzuschauen. Von einem Bad wird jedoch abgeraten, da das Wasser nicht sauber ist. Es ist so nährstoffreich, dass es als eutroph eingestuft wird.
Ein paar Meter weiter befindet sich im selben Krater noch ein anderer See namens Lagoa dos Nenúfares.